# Gloria Mestre
Gloria Mestre Rodríguez (Villahermosa, Tabasco, 28 juli 1928 - Coyoacán, Mexico-Stad, 9 december 2012) was een Mexicaanse danseres, choreografe, en actrice in film, toneel, en televisie. Zij werd beschouwd als één van de grootste Mexicaanse balletdanseressen in het begin van de jaren '40.

## Biografie

### Jonge jaren en opleiding
Geboren in Villahermosa, Tabasco, was Mestre de dochter van Manuel Mestre Ghigliazza, Gobernador constitucional van Tabasco, en Carmen Rodriguez. Ze begon haar dansstudies aan de Alma Mexicana Academie en ging later naar de Nationale Dansschool in Mexico-Stad. Ze was een dicipel van Martha Graham en Bronislava Nijinska. Haar leraren waren Nellie Campobello, Tessy Marcue en Enrique Vela Quintero.

### Carrière
Na haar studie ging ze werken aan het Instituto Nacional de Bellas Artes y Literatura (INBA). Bij het INBA volgde ze lessen bij Gloria Campobello. Haar eerste optreden in het openbaar met een professioneel gezelschap was in de opera Carmen en ze maakte haar debuut met het ballet Masas Siembra in 1945. Van 1946 tot 1947 maakte zij met het Original Ballet Ruso een tournee door Mexico, Cuba, Brazilië en de Verenigde Staten. Tijdens haar carrière werd zij Prima ballerina assoluta van het San Carlo Opera House in Napels, trad op in de Moulin Rouge en in de Olympia, nam deel aan het ballet Waldeen. Ze speelde in een constante stroom van Mexicaanse films, van Del Can-Can del Mamo in 1951 tot El Gran Moyecoyo in 1983. Mestre was een van de oprichters van de Academie voor Mexicaanse Dans van de Nationale Vereniging van Acteurs. Zij richtte ook het ballet Chapultepec op, en was de hoofddanseres en choreografe van de Nationale Opera van de INBA.

### Persoonlijk leven
Mestre was getrouwd met José Silva en had één kind, een dochter, Linda Silva Mestre. Terwijl ze herstellende was van ademhalingsproblemen, overleed ze in 2012 in Coyoacán aan de gevolgen van een hartinfarct.

## Filmografie

### Films
| Jaar | Titel                           | Rol                                     |
| ---- | ------------------------------- | --------------------------------------- |
| 1951 | Víctimas del pecado             | Cabaretera                              |
| 1951 | Los amantes                     | Beatriz, sirvienta                      |
| 1951 | Del can-can al mambo            | N/A                                     |
| 1951 | ¡Ay amor... cómo me has puesto! | Martita                                 |
| 1951 | Lodo y armiño                   | N/A                                     |
| 1952 | La noche es nuestra             | Bailarina                               |
| 1952 | Mi campeón                      | Bailarina                               |
| 1952 | Música, mujeres y amor          | Gloria                                  |
| 1952 | Las tres alegres comadres       | La Montalvo                             |
| 1952 | El bello durmiente              | Invitada a fiesta                       |
| 1952 | Ahora soy rico                  | Salomé                                  |
| 1952 | Rumba caliente                  | Lily                                    |
| 1953 | Pompeyo el conquistador         | Lucila                                  |
| 1953 | El bruto                        | María                                   |
| 1953 | Genio y figura                  | Alicia del Río                          |
| 1953 | El último Round                 | Bailarina                               |
| 1953 | Frontera norte                  | Gloria                                  |
| 1953 | El corazón y la espada          | Mensajera de Princesa Esme              |
| 1954 | Solamente una vez               | N/A                                     |
| 1954 | Los aventureros                 | N/A                                     |
| 1954 | De ranchero a empresario        | N/A                                     |
| 1954 | ¡Vaya tipos!                    | N/A                                     |
| 1955 | Tres bribones                   | Amante de Rodolfo                       |
| 1955 | La vida tiene tres días         | Amiga de Sofía                          |
| 1956 | El vividor                      | La grandota, empleada instituto belleza |
| 1956 | Bataclán mexicano               | Gloria                                  |
| 1956 | El médico de las locas          | Marisa                                  |
| 1956 | Los hijos de Rancho Grande      | N/A                                     |
| 1957 | Legítima defensa                | Reina del tango                         |
| 1958 | Préstame tu cuerpo              | N/A                                     |
| 1958 | Música y dinero                 | N/A                                     |
| 1958 | Maratón de baile                | Concursante baile                       |
| 1959 | Pueblo en armas                 | N/A                                     |
| 1959 | Melodías inolvidables           | Bailarina                               |
| 1960 | Foxhole in Cairo                | Amina                                   |
| 1960 | ¡Viva la soldadera!             | Bailarina folclórica                    |
| 1961 | México lindo y querido          | N/A                                     |
| 1971 | Los destrampados                | N/A                                     |
| 1972 | La Martina                      | Carmen                                  |
| 1973 | Interval                        | Rosalia                                 |
| 1973 | Las tarántulas                  | N/A                                     |
| 1974 | La isla de los hombres solos    | N/A                                     |
| 1974 | En busca de un muro             | Princesa hindú                          |
| 1975 | El caballo del diablo           | Renata, sirvienta                       |
| 1975 | La venida del rey Olmos         | N/A                                     |
| 1976 | La vida cambia                  | Doña Lupe                               |
| 1978 | Divinas palabras                | N/A                                     |
| 1978 | Los de abajo                    | La pintada                              |
| 1983 | El gran moyocoyo                | N/A                                     |
| 1999 | Reclusorio III                  | N/A                                     |

### Series
| Jaar | Titel                   | Rol         | Afleveringen   |
| ---- | ----------------------- | ----------- | -------------- |
| 1974 | Siempre habra un mañana | N/A         | 3 afleveringen |
| 2006 | Línea nocturna          | Reyna Morán | 1 aflevering   |